# Cilly Aussem
Cilly Aussem (Colonia, Alemania, 4 de enero de 1909 – Portofino, Italia, 22 de marzo de 1963) fue una tenista alemana.

## Trayectoria

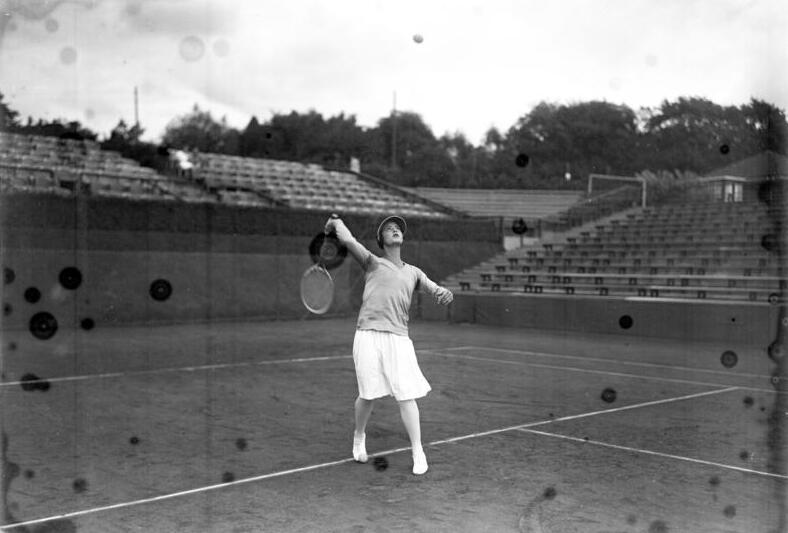
Cilly Aussem en 1930.

Fue campeona de Alemania en 1926, ganadora en dobles mixtos de Roland Garros en 1930 junto a Bill Tilden, quien fuera su entrenador. En 1931 se convirtió en la primera alemana ganadora del Campeonato de Wimbledon y de Roland Garros. De un golpe de derecha de gran alcance, similar al de su compatriota Steffi Graf, fue la segunda mejor tenista del circuito en los años 1930 y 1931 por detrás de la estadounidense Helen Wills Moody.
A finales de 1931 contrajo hepatitis en un viaje a Sudamérica. Fue operada en Alemania y volvió a las pistas pero falta de forma, perdió con oponentes a los que había dominado antes. Tras su derrota en cuartos de final en Wimbledon en 1934 a manos de Helen Jacobs, decide poner fin a su carrera deportiva a pesar de su corta edad, 25 años. Falleció a los 54 años como consecuencia indirecta de su hepatitis.

## Títulos

### Títulos individuales

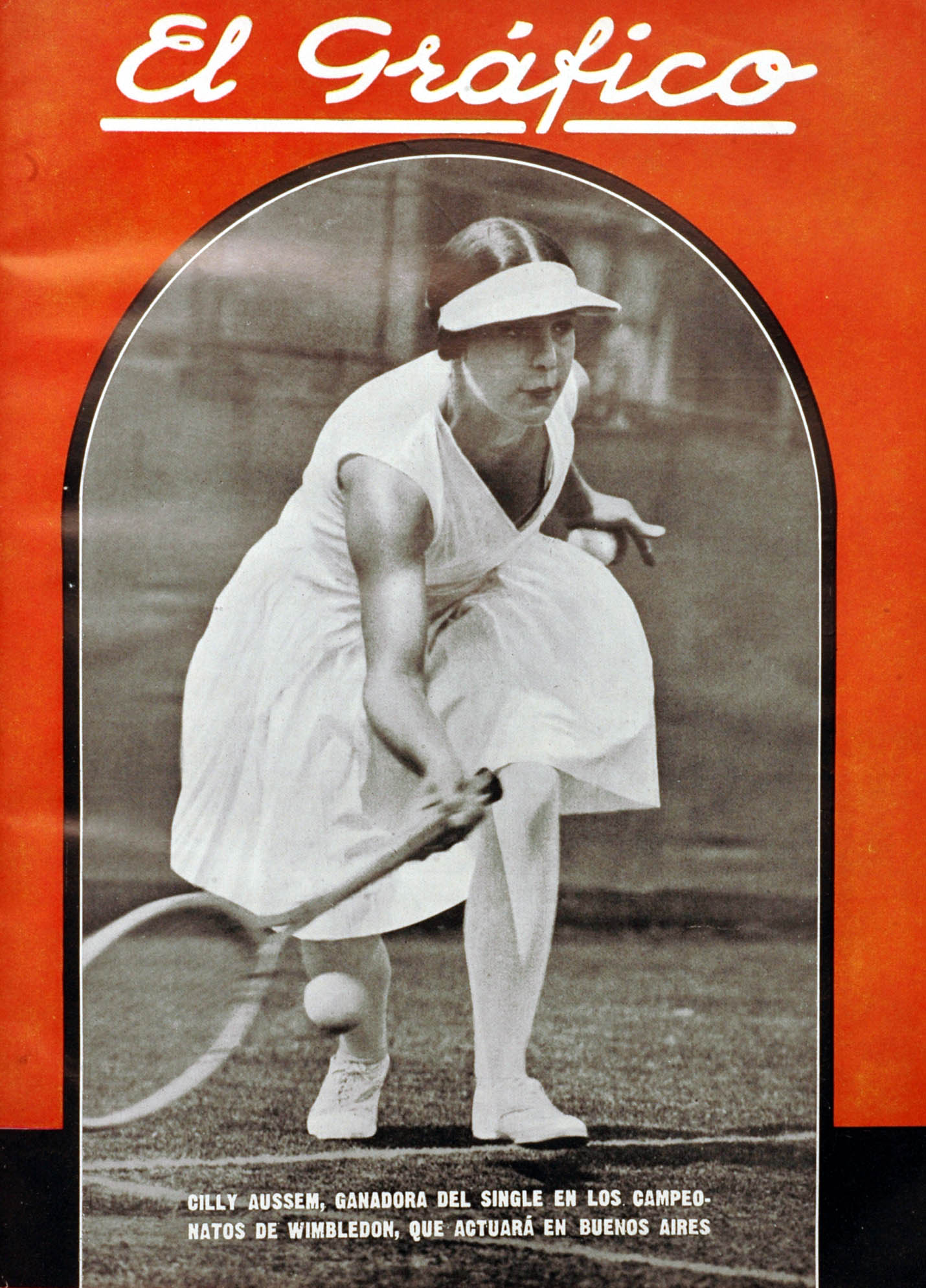
Cilly Aussem, 1931.

|   | Año  | Campeonato                         | Cat.       | ($) | Superf.       | Finalista        | Resultado |  |
| 1 | 1931 | Roland Garros, París               | Grand Slam |     | Tierra (ext.) | Betty Nuthall    | 8-6, 6-1  |  |
| 2 | 1931 | Campeonato de Wimbledon, Wimbledon | Grand Slam |     | Hierba (ext.) | Hilde Krahwinkel | 6-2, 7-5  |  |

### Finales individuales perdidas
Desconocido

### Títulos de dobles
Desconocido

### Finales de dobles perdidas
|   | Date | Nombre del torneo      | Cat.       | ($) | Superf.                   | Vencedor                     | Rival          | Resultado |  |
| 1 | 1931 | Roland Garros París    | Grand Slam |     | Tierra (ext.)             | Eileen Bennett Betty Nuthall | Elizabeth Ryan | 9-7, 6-2  |  |
| 2 | 1935 | Abierto de Italia Roma |            |     | Evelyn Dearman Nancy Lyle | Elizabeth Ryan               | 6-2, 6-4       |           |  |

### Títulos en dobles mixtos
|   | Date | Nombre del torneo   | Cat.       | ($) | Superf.       | Partner     | Finalistas                  | Resultado |  |
| 1 | 1930 | Roland Garros París | Grand Slam |     | Tierra (ext.) | Bill Tilden | Eileen Bennett Henri Cochet | 6-4, 6-4  |  |

### Finales de dobles mixtos
Ninguna

## Éxitos en el Grand Slam

### En simple
| Año  | Open de Australia | Open de Australia | Roland Garros  | Roland Garros   | Wimbledon | Wimbledon      | US Open | US Open |
| 1927 | -                 | -                 | 1/4 de final   | I. B. Peacock   | -         | -              | -       | -       |
| 1928 | -                 | -                 | 3e tour (1/8)  | Helen Wills     | -         | -              | -       | -       |
| 1929 | -                 | -                 | 1/2 final      | Simonne Mathieu | -         | -              | -       | -       |
| 1930 | -                 | -                 | 1/2 final      | Helen Wills     | -         | -              | -       | -       |
| 1931 | -                 | -                 | Victoria       | Betty Nuthall   | Victoria  | H. K. Sperling | -       | -       |
| 1932 | -                 | -                 | 1/4 de final   | Betty Nuthall   | -         | -              | -       | -       |
| 1933 | -                 | -                 | 2e tour (1/16) | C. Rosambert    | -         | -              | -       | -       |
| 1934 | -                 | -                 | 1/2 final      | M. S. Vivian    | -         | -              | -       | -       |

A la derecha del resultado, el último adversario

### En dobles
| Año  | Open de Australia | Open de Australia | Roland Garros | Roland Garros               | Wimbledon | Wimbledon | US Open | US Open |
| 1931 | -                 | -                 | Final E. Ryan | B. Whittingstall B. Nuthall | -         | -         | -       | -       |